# Клеймо (инструмент)

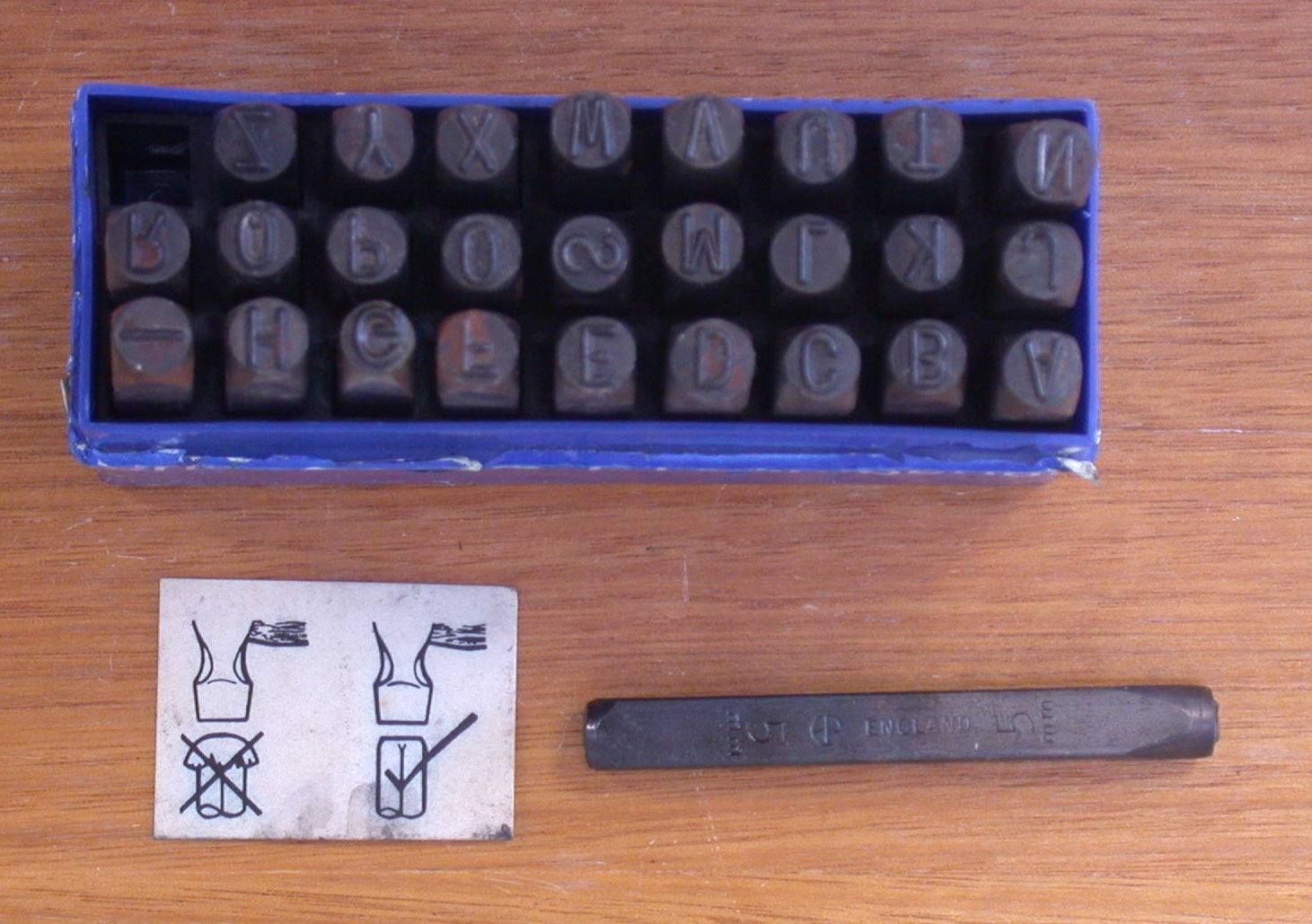
Набор клейм

Клеймо́ — ручной слесарный инструмент, предназначен для нанесения литер, цифр и знаков на поверхности пластичного материала, например, на упаковке из листового металла.
Представляет собой стержень, на плоской торцевой части которого нанесено выпуклое изображение символа — буквы, цифры или знака. Торцевая часть может выполняться сменной.
Рабочий элемент клейм должен выполняться из более твёрдых по отношению к заклеймляемому изделию материалов. Часто для этих целей используют закаливаемые стали.
Набор алфавитно-цифровых (или цифровых) клейм, содержащих знаки одной высоты, называется слесарный шрифт (а среди слесарей — просто шрифт).
Рабочие части клейм выполняют путём штамповки или гравировки изображения с последующей закалкой. Хвостовики клейм в случае использования сменных насадок могут выполняться из более низкокачественных материалов, но, как правило так же выполняются из легированных сталей.
Применение клейм вызывает появление характерных искажений в структуре заклеймляемого материала, что обуславливает применение клейм для клеймления ответственных деталей и узлов, а также предметов, подлежащих специальному учёту, например, оружия или изделий из благородных металлов.